# Vicki Ann Cremona
Vicki Ann Cremona ist eine maltesische Theaterwissenschaftlerin und ehemalige Diplomatin. Sie ist Professorin für Theaterwissenschaften an der School of Performing Arts der Universität Malta.

## Werdegang
Cremona promovierte zwischen 1977 und 1980 und erhielt ihr Doctorat-ès-Lettres an der Université de Provence in Aix-en-Provence. Von 1999 bis 2002 studierte sie zudem an der University of Surrey in London und erhielt ein Postgraduiertendiplom in Dramatherapie. In den Jahren 2005 bis 2009 war sie maltesische Botschafterin für Frankreich sowie von 2009 bis 2013 Botschafterin in Tunesien.
Zu ihren Forschungsinteressen zählen Beziehungen zwischen Macht und Gesellschaft, die sich im Theater widerspiegeln, sowie Themen wie Karneval, Commedia dell’arte oder die Geschichte des maltesischen Theaterspiels. Als Working Groups Sub-Committee Chair gehört sie dem Executive Committee der International Federation for Theatre Research an.

## Publikationen (Auswahl)
- Vicki Ann Cremona, Rikard Hoogland, Gay Morris, Willmar Sauter (Hrsg.): Playing culture. Conventions and extensions of performance. Rodopi, 2014, ISBN 978-90-420-3790-8.
- Vicki Ann Cremona (Hrsg.): Capitalising on culture? Malta and the European Capital of Culture. Malta University Publishing, Msida 2017, ISBN 978-99909-44-72-3.
- Vicki Ann Cremona: Carnival and Power. Play and Politics in a Crown Colony. Palgrave Macmillan, 2018, ISBN 978-3-319-70655-9.
- Vicki Ann Cremona, Peter G. F. Eversmann, Bess Rowen, Anneli Saro, Henri Schoenmakers (Hrsg.): Theatre scandals. Social dynamics of turbulent theatrical events. Brill Rodopi, 2020, ISBN 978-90-04-43325-0.